# إلين كرو
إلين كرو (بالإنجليزية: Ellen Crowe)‏ هي ربة منزل نيوزيلندية، ولدت في 1847، وتوفيت في 24 يناير 1930.